# Bazus-Aure
Bazus-Aure é uma comuna francesa na região administrativa de Occitânia, no departamento dos Altos Pirenéus. Estende-se por uma área de 1,95 km², Em 2010 a comuna tinha 138 habitantes (densidade: 70,8 hab./km²)..